# Anton Günther av Oldenburg (1923–2014)
För 1600-talsgreven av Oldenburg med samma namn, se Anton Günther av Oldenburg.
Anton Günther Friedrich August Josias av Oldenburg, född 16 januari 1923 i Lensahn, död 20 september 2014 i Harmsdorf i Ostholstein, var en tysk hertig. Han var son till Nikolaus av Oldenburg och dennes första gemål Helene av Waldeck och Pyrmont (1899–1948).
Anton Günther var sedan 1951 gift med Amelie av Oldenburg (född 1923) och fick med henne två barn:
- Helene Elisabeth Bathildis Margarete (född 1953)
- Christian, hertig av Oldenburg (född 1955); gift 1987 med grevinnan Caroline zu Rantzau (född 1962)